# كأس الأمير 2014–15
كأس أمير الكويت لموسم 2014-2015 هي النسخة 52 من بطولة كأس الأمير أقيمت في 19 ديسمبر 2014 وانتهت بتتويج نادي القادسية في 19 مايو 2015.
استطاع نادي القادسية الفوز على نادي السالمية بالمباراة بنتيجة 1-0 سجلها اللاعب سعود المجمد من ضربة الجزاء في الدقيقة 89. وحصل نادي القادسية على اللقب السادس عشر في تاريخه متخطيا نادي العربي.

## الملاعب
| مدينة الكويت                                    | محافظة الجهراء                                                                                               | السالمية | الفروانية                                     |
| ----------------------------------------------- | --- | --- | --------------------------------------------- |
| استاد الصداقة والسلام                           | ملعب مبارك العيار                                                                                            | ملعب ثامر | ملعب علي صباح السالم                          |
| 29°19′44″N 47°59′16″E / 29.329004°N 47.987691°E | 29°20′42″N 47°41′45″E / 29.34500°N 47.69583°E                                                                | 29°20′27″N 48°5′18″E / 29.34083°N 48.08833°E                                                                 | 29°16′19″N 47°55′28″E / 29.27194°N 47.92444°E |
| السعة: 16,000                                   | السعة: 14,000                                                                                                | السعة: 14,000                                                                                                | السعة: 15,000                                 |
|                                                 | | |                                               |
| محافظة الفروانية                                | مدينة الكويت الجهراء السالمية الفروانية خيطان حولي مدينة الكويت الفروانية الأحمديكأس الأمير 2014–15 (الكويت) | مدينة الكويت الجهراء السالمية الفروانية خيطان حولي مدينة الكويت الفروانية الأحمديكأس الأمير 2014–15 (الكويت) | حولي                                          |
| ملعب ناصر العصيمي                               | مدينة الكويت الجهراء السالمية الفروانية خيطان حولي مدينة الكويت الفروانية الأحمديكأس الأمير 2014–15 (الكويت) | مدينة الكويت الجهراء السالمية الفروانية خيطان حولي مدينة الكويت الفروانية الأحمديكأس الأمير 2014–15 (الكويت) | ستاد محمد الحمد                               |
| 29°5′28″N 48°4′42″E / 29.09111°N 48.07833°E     | مدينة الكويت الجهراء السالمية الفروانية خيطان حولي مدينة الكويت الفروانية الأحمديكأس الأمير 2014–15 (الكويت) | مدينة الكويت الجهراء السالمية الفروانية خيطان حولي مدينة الكويت الفروانية الأحمديكأس الأمير 2014–15 (الكويت) | 29°20′24″N 48°1′49″E / 29.34000°N 48.03028°E  |
| السعة: 3,000                                    | مدينة الكويت الجهراء السالمية الفروانية خيطان حولي مدينة الكويت الفروانية الأحمديكأس الأمير 2014–15 (الكويت) | مدينة الكويت الجهراء السالمية الفروانية خيطان حولي مدينة الكويت الفروانية الأحمديكأس الأمير 2014–15 (الكويت) | السعة: 18,000                                 |
|                                                 | مدينة الكويت الجهراء السالمية الفروانية خيطان حولي مدينة الكويت الفروانية الأحمديكأس الأمير 2014–15 (الكويت) | مدينة الكويت الجهراء السالمية الفروانية خيطان حولي مدينة الكويت الفروانية الأحمديكأس الأمير 2014–15 (الكويت) |                                               |
| مدينة الكويت                                    | محافظة الفروانية                                                                                             | محافظة الأحمدي                                                                                               | كأس الأمير الكويتي                            |
| 29°20′33″N 47°57′7″E / 29.34250°N 47.95194°E    | 29°17′20″N 47°57′46″E / 29.288757°N 47.962661°E                                                              | 29°5′28″N 48°4′42″E / 29.09111°N 48.07833°E                                                                  | دورة 52                                       |
| ملعب نادي الكويت                                | ملعب مساعد الشنفا                                                                                            | ملعب الأحمدي                                                                                                 | 2014-15                                       |
| السعة: 18,000                                   | السعة: 14,000                                                                                                | السعة: 18,000                                                                                                | معتمدة من الاتحاد الكويتي لكرة القدم          |
|                                                 | | |                                               |

## قائمة الأندية المشاركة
شاركة جميع الأندية الكويتية في الدورة ولم يتغيب أي نادي.
| - نادي الصليبيخات - نادي الساحل - نادي الشباب - نادي الفحيحيل - نادي خيطان | - نادي اليرموك - نادي التضامن - نادي النصر - نادي القادسية - نادي الكويت | - نادي السالمية - نادي كاظمة - النادي العربي - نادي الجهراء |

## الدور الأول
| نادي الصليبيخات                                                    | 3 - 1 | نادي الساحل              |
| ------------------------------------------------------------------ | ----- | ------------------------ |
| محمد عبد الباسط 17' · بدر إبراهيم المطيري 20' · عبد الله مشيلح 37' | تقرير | فرحان سعد 4' · أحمد عتيق |

| نادي الفحيحيل    | 1 - 2 | نادي الشباب                                 |
| ---------------- | ----- | ------------------------------------------- |
| فواز الرشيدي 90' | تقرير | إبراهيم العازمي 18' · عبد العزيز القطان 34' |

## الدور الثاني
| نادي خيطان                                                                   | 4 - 0 | نادي الشباب |
| ---------------------------------------------------------------------------- | ----- | ----------- |
| محمد أحمد 20' · محمد أشكناني 32' · محمد محمود السبتي 67' · اوتافيو سيلفا 75' | تقرير |             |

| نادي الصليبيخات | 1 - 2 | نادي اليرموك                        |
| --------------- | ----- | ----------------------------------- |
| أحمد حواس 28'   | تقرير | هاشم عدنان 41' · ويلسون انطونيو 82' |

## الدور الثالث
| نادي اليرموك                                                 | 3 - 0 | نادي التضامن |
| ------------------------------------------------------------ | ----- | ------------ |
| مهدي حرب 37' · ويلسون انطونيو 76' · عذبي شهاب 93' · مهدي حرب | تقرير |              |

| نادي النصر                                  | 2 - 1 | نادي خيطان      |
| ------------------------------------------- | ----- | --------------- |
| زبن الهذال العنزي 68' · عبد الرحمن باني 91' | تقرير | باولو سيزار 77' |

### الربع النهائي
| نادي القادسية                                               | 3 - 2 | نادي النصر                              |
| ----------------------------------------------------------- | ----- | --------------------------------------- |
| عبد العزيز المشعان 7' · فهد الأنصاري 64' · فهد الأنصاري 71' | تقرير | أحمد الحران 74' · زبن الهذال العنزي 85' |

| نادي السالمية                                          | 2 - 1 | نادي الكويت  |
| ------------------------------------------------------ | ----- | ------------ |
| عدي الصيفي 81' · نايف زويد 111' · عادل مطر الضويحي 33' | تقرير | خالد عجب 73' |

| نادي كاظمة                                         | 2 - 3 | النادي العربي                                      |
| -------------------------------------------------- | ----- | -------------------------------------------------- |
| فهد الرشيدي 38' · فراس الخطيب 89' · أحمد هايل 105' | تقرير | ناصر علي فرج الحجيري 3' · ناصر علي فرج الحجيري 45' |

| نادي اليرموك                     | 2 - 1 | نادي الجهراء    |
| -------------------------------- | ----- | --------------- |
| حمد حمود عويض 22' · مهدي حرب 88' | تقرير | نينو سانتوس 18' |

### نصف النهائي
| نادي القادسية                        | 2 - 0 | نادي اليرموك |
| ------------------------------------ | ----- | ------------ |
| دانييل سوبوتيتش 93' · بدر المطوع 96' | تقرير |              |

| نادي السالمية | 4 - 2 | النادي العربي                                                               |
| --- | ----- | --------------------------------------------------------------------------- |
| جمعة سعيد 32' · فيصل عيد العنزي 75' · فيصل عيد العنزي 92' · فيصل عيد العنزي 117' · بدر السماك 83' · خالد الرشيدي 87' | تقرير | علي مقصيد 87' · حسين الموسوي 93' · أحمد عبد الغفور 111' · عيسى وليد 13' 55' |

### النهائي
| نادي السالمية | 0 - 1 | نادي القادسية              |
| ------------- | ----- | -------------------------- |
|               | تقرير | سعود عبد العزيز المجمد 89' |

## مرحلة خروج المغلوب
|  | ربع النهائي   | ربع النهائي   | ربع النهائي   | ربع النهائي |   |               | نصف النهائي | نصف النهائي | نصف النهائي | نصف النهائي |  |  | النهائي       | النهائي |
|  |               |               |               |             |   |               |             |             |             |             |  |  |               |         |
|  | نادي الكويت   | 0             | 1             | 1           |   |               |             |             |             |             |  |  |               |         |
|  | نادي السالمية | 0             | 2             | 2           |   |               |             |             |             |             |  |  |               |         |
|  | نادي السالمية | 0             | 2             | 2           |   | نادي السالمية | 1           | 3           | 4           |             |  |  |               |         |
|  |               |               |               |             |   | نادي السالمية | 1           | 3           | 4           |             |  |  |               |         |
|  |               | النادي العربي | 0             | 2           | 2 |               |             |             |             |             |  |  |               |         |
|  | نادي كاظمة    | النادي العربي | 0             | 2           | 2 | 0             | 0           | 2           |             |             |  |  |               |         |
|  | نادي كاظمة    |               |               |             |   | 0             | 0           | 2           |             |             |  |  |               |         |
|  | النادي العربي | 0             | 3             | 3           |   |               |             |             |             |             |  |  |               |         |
|  |               |               |               |             |   |               |             |             |             |             |  |  | نادي السالمية | 0       |
|  |               |               | نادي القادسية | 1           |   |               |             |             |             |             |  |  |               |         |
|  | نادي النصر    | 0             | 1             | 2           |   |               |             |             |             |             |  |  |               |         |
|  | نادي القادسية | 1             | 2             | 3           |   |               |             |             |             |             |  |  |               |         |
|  | نادي القادسية | 1             | 2             | 3           |   | نادي القادسية | 0           | 2           | 2           |             |  |  |               |         |
|  |               |               |               |             |   | نادي القادسية | 0           | 2           | 2           |             |  |  |               |         |
|  |               | نادي اليرموك  | 0             | 0           | 0 |               |             |             |             |             |  |  |               |         |
|  | نادي اليرموك  | نادي اليرموك  | 0             | 0           | 0 | 0             | 2           | 2           |             |             |  |  |               |         |
|  | نادي اليرموك  |               |               |             |   | 0             | 2           | 2           |             |             |  |  |               |         |
|  | نادي الجهراء  | 0             | 1             | 1           |   |               |             |             |             |             |  |  |               |         |

## الإحصائيات

### الهدافون
حاز مهاجم نادي السالمية فيصل عيد العنزي لقب هداف البطولة برصيد 3 أهداف.
3 أهداف
| - فيصل عيد العنزي |

هدفان
- زبن الهذال العنزي
- مهدي حرب
- فهد إبراهيم الانصاري
- ناصر علي فرج الحجيري
- ويلسون انطونيو

هدف
| - فهد الرشيدي - خالد عجب - أحمد الحران - نايف زويد - عدي الصيفي - فراس الخطيب - دانييل سوبوتيتش - حسين الموسوي - سعود عبد العزيز المجمد - بدر المطوع - علي مقصيد | - نينو سانتوس - أحمد هايل - جمعه سعيد - حمد حمود عويض - فرحان سعد - فواز الرشيدي - عبد العزيز القطان - محمد أشكناني - محمد أحمد - بدر إبراهيم المطيري - محمد عبد الباسط | - إبراهيم العازمي - عبد الله مشيلح - محمد محمود السبتي - باولو سيزار - عذبي شهاب - عبد العزيز المشعان - عبد الرحمن باني - اوتافيو سيلفا - أحمد حواس - هاشم عدنان |

## ترتيب الأندية
| الفريق          | لعب | فاز | خسر | له | عليه | فرق |   |   |
| --------------- | --- | --- | --- | -- | ---- | --- | - | - |
| نادي القادسية   | 3   | 3   | 0   | 6  | 2    | 4   | - | - |
| نادي اليرموك    | 4   | 3   | 1   | 7  | 4    | 3   | - | - |
| نادي السالمية   | 3   | 2   | 1   | 4  | 5    | -1  | 3 | 1 |
| نادي خيطان      | 2   | 1   | 1   | 5  | 2    | 3   | - | - |
| نادي الصليبيخات | 2   | 1   | 1   | 4  | 3    | 1   | - | - |
| النادي العربي   | 2   | 1   | 1   | 5  | 6    | -1  | 2 | 1 |
| نادي النصر      | 2   | 1   | 1   | 4  | 4    | 0   | - | - |
| نادي الشباب     | 2   | 1   | 1   | 2  | 5    | -3  | - | - |
| نادي كاظمة      | 1   | 0   | 1   | 2  | 3    | -1  | - | - |
| نادي الجهراء    | 1   | 0   | 1   | 1  | 2    | -1  | - | - |
| نادي الفحيحيل   | 1   | 0   | 1   | 1  | 2    | -1  | - | - |
| نادي الكويت     | 1   | 0   | 1   | 1  | 2    | -1  | - | - |
| نادي الساحل     | 1   | 0   | 1   | 1  | 3    | -2  | - | - |
| نادي التضامن    | 1   | 0   | 1   | 0  | 3    | -3  | - | - |